# رسم الخرائط الرقمية للتربة
يعد رسم التربة الرقمي أو رسم الخرائط الرقمية للتربة (DSM) في علم التربة، والذي يشار إليه أيضًا باسم رسم الخرائط التنبؤية للتربة أو رسم الخرائط البيومترية، إنتاجًا رقميًا بمساعدة الخرائط الرقمية لأنواع التربة وخصائص التربة. تتضمن خرائط التربة، بصفة عامة، إنشاء وتعداد معلومات التربة المكانية باستخدام طرق رصد ميدانية ومعملية مقترنة بأنظمة استدلال التربة المكانية وغير المكانية.
تُعرّف مجموعة العمل الدولية المعنية بخرائط التربة الرقمية (WG-DSM) رسم الخرائط الرقمية للتربة بأنها "إنشاء وتعداد قواعد بيانات التربة المرجعية جغرافيًا التي تم إنشاؤها في قرار معيّن باستخدام طرق المراقبة الحقلية والمختبرية بالإضافة إلى البيانات البيئية من خلال العلاقات الكمية."